# 特捜戦隊デカレンジャー 10 YEARS AFTER
『特捜戦隊デカレンジャー 10 YEARS AFTER』（とくそうせんたいデカレンジャー テンイヤーズアフター）は、2015年10月7日にリリースされたオリジナルビデオ作品である。略称は『デカ10』。

## 概要
『忍風戦隊ハリケンジャー 10 YEARS AFTER』に続く、スーパー戦隊Vシネマ「10 YEARS AFTERシリーズ」の第2弾である。2004年から2005年にかけて放送された「スーパー戦隊シリーズ」第28作目『特捜戦隊デカレンジャー』の続編で、テレビシリーズ終了から10年後の後日談を描く。本編時間は47分。
前作『爆竜戦隊アバレンジャー』の同企画が諸事情で実現に至らず、本作品に持ち越される形となった。企画はテレビシリーズのプロデューサーを務めた塚田英明と土田真通が中心となり、まとめられた。テレビシリーズの後に塚田は『科捜研の女』、土田は『相棒』とそれぞれ刑事ドラマを担当していたことから、本作品では本格的な刑事ドラマ寄りの作風が志向された。企画にあたっては江成仙一役の伊藤陽佑やドギー・クルーガー役の稲田徹もプロットを提出しており、内容の一部が作品に反映されている。ストーリーは、テレビシリーズでやっていない刑事ものの要素から「護送劇」が選ばれた。荒川稔久による初期のプロットでは、「宇宙検事」の登場も構想されていた。
ロボットやコックピットの映像の一部は、BD-BOX用にリマスターされたテレビシリーズの映像を流用している。デカウイングロボを登場させる案も存在したが、尺の都合から実現には至らなかった。

## オリジナルキャラクター
アサム・アシモフ / ネオデカレッド
シンボルナンバー：1。ファイヤースクワットに転属したバンの後任として配属された地球人の新米刑事。髪に赤いメッシュを入れている。
素直で礼儀正しく、先輩に敬意を評し、民間人に優しく接する模範的な刑事。しかしそれは全て演技で、本性は欲深く冷酷で悪ガキめいた粗暴な性格。レイドリッヒが手引きで権力を行使して配属させた部下の犯罪者で、ムギと共に、刑事のふりをして潜入し、アリエナイザーと利益を得るためにつながって地球署の情報を横流ししており、キャリーを囚えてレイドリッヒの元へ連行した。旧デカレンジャーたちを「老兵」と見下す。
スワットモードを標準の装備としており、ディーリボルバーを使用する。
最終決戦ではデカレッドに変身してブルー・グリーンと戦い敗北。ムギと共にレイドリッヒのネオハイパーマッスルギアのエネルギーとして吸収される。
- 名前はアッサムティーに由来する。栩原が過去に『仮面ライダー響鬼』で演じていた「安達明日夢（あだちあすむ）」と似ているが名前の方が配役より先に決定しており、栩原が起用された後に「明日夢」とはイントネーションを変えている。

ムギ・グラフトン / ネオデカイエロー
シンボルナンバー：4。育児休暇中のジャスミンの後任として配属されたリバーシア星人の新米刑事。長く伸ばした髪に黄色いメッシュを入れている。
アサムとは正反対に先輩に対しても生意気な口を利く。アサムと同じくレイドリッヒの部下の犯罪者で、一切他人に関心を示さず、利害のみを行動原理とする残虐で欲深い本性を隠していた。
変身の際はネオデカレッド同様、スワットモードを標準の装備としており、ディーリボルバーを使用する。
最終決戦ではデカイエローに変身してイエロー・ピンクと戦い敗北。アサムと共にネオハイパーマッスルギアのエネルギーとして吸収される。

カイト・レイドリッヒ / アリエナイザーX
宇宙警察・銀河系管区警察局の局長。甘い蜜が大好物らしい。
厳格な局長として振舞っているが、裏ではアリエナイザーXとして宇宙マフィアのキュルリアンファミリーと内通して悪事を働いていた最重要級アリエナイザー。彼の正体に気付いたドギーに重傷を負わせ、さらにミラージュディメンションでドギーに変装して用済みになったマフィアの連中と、たまたま現場にいた一般人（キャリーの父親）を殺害。その罪をドギーに擦り付けた。事件から2年後に現れた目撃者キャリーを始末すべく、地球署に送り込んでいたアサムとムギを使って護送中のキャリーを狙った。しかしバンの作戦によって正体を暴かれ、クローン再生させたアブレラやアサム、ムギを率いてネオハイパーマッスルギアを装着してデカレンジャーと戦うが敗北、デリートされた。
通常の人間に近い警察局局長としての顔と、巨大な角を生やしたアリエナイザーXとしての顔を持つ。
- 名前はドイツ語で「正直」を意味する「Redlichkeit」のアナグラムである。

キャリー
他人の体に潜り込む能力を持つクレメント星人の少女。2年前、父親と共にレイドリッヒの悪行を目撃するが、父親に守られて助かった。重傷のドギーから「警察も信じるな」「信じて良いのは地球署の刑事たちだけだ」と言われ、レイドリッヒの追手から逃れて地球にやって来た。レイドリッヒに命を狙われるがバンの作戦で無事に護送され、ドギーの無実を証明する。
- 企画当初は『どきんちょ!ネムリン』のネムリンのようなぬいぐるみのキャラクターとして考えられていた。

## 用語
ネオデカベース
最新技術で建造された新しい地球署で、入り口はデカベースロボの頭部を模している。
10年前の（レイン星人）エージェント・アブレラが起こしたデカベース乗っ取り事件を顧みて、施設は全て地下に移されている。 
『宇宙戦隊キュウレンジャー』
Space.18にて、キュウレンジャーのメンバー（ガル、ハミィ、ショウ）の取り調べの際に登場。

ゴワシチョル星系
アリエナイザーのジャッジメントの審理が執り行われる宇宙検察所、および宇宙最高裁判所が存在する星系。
この星系周辺はシオン・モウ・ロス現象で時間の流れの速さが地球の200万分の1となっており、ジャッジメントの10秒間は、およそ8か月となる。
- 名称は検察庁（けんさつちょう）から薩長（さっちょう）を連想し、薩摩と長州の方言を掛けあわせて命名された。

## キャスト
キャストはテレビシリーズのレギュラー陣が再集結した。バン役のさいねい龍二は、2015年以降出身地の広島県を拠点にローカルタレントとして活動しているため、東京と往復する必要が生じてスケジュール調整は難航したが、最終的には当初の予定よりも出番が増えた。アブレラ役の中尾隆聖は『手裏剣戦隊ニンニンジャー』にも出演中であったため、アフレコは『ニンニンジャー』と同日に行われた。
日渡氷狩役もテレビシリーズEpisode7・Episode8と同じく上村祐翔が演じた。当初の予定では出番が多かったが、スケジュールの都合から撮影は初日のみの参加となり、氷狩のシーンの一部はジャスミンの描写に移された。
アサム役の栩原楽人は、スーパー戦隊シリーズや仮面ライダーシリーズへの出演経験があり、変身する役を演じていない20代半ばの俳優という条件の中から選ばれた。ムギ役の秦瑞穂は、『轟轟戦隊ボウケンジャー』Task38・『侍戦隊シンケンジャー』第三十六幕・『特命戦隊ゴーバスターズ』Mission43など竹本昇の監督回の常連であり、秦を変身させたいという竹本の要望により起用された。キャリー役の小林里乃は、塚田英明がプロデューサーを務めた『科捜研の女』や『京都人情捜査ファイル』に出演した縁から起用された。
東映公式YouTubeチャンネルに、本作品と『ニンニンジャー』メイン出演者による「なんじゃモンじゃ！ニンジャ祭り！」ダンス映像が投稿されている。
- 赤座伴番 - さいねい龍二
- 戸増宝児 - 林剛史
- 江成仙一 - 伊藤陽佑
- 日渡茉莉花 - 木下あゆ美
- 胡堂小梅 - 菊地美香
- 姶良鉄幹 - 吉田友一
- アサム・アシモフ - 栩原楽人
- ムギ・グラフトン - 秦瑞穂
- キャリー - 小林里乃
- キャリーの父 - 筒井巧
- 日渡氷狩 - 上村祐翔
- 白鳥スワン - 石野真子

### 声の出演
- ドギー・クルーガー - 稲田徹
- アブレラ - 中尾隆聖
- イーガロイド - 中井和哉
- カイト・レイドリッヒ - 小山力也
- マイクル・マイクソン - ささきいさお
- ナレーター - 古川登志夫

### スーツアクター
- デカレッド[1] - 福沢博文[注 1]
- デカブルー[11][12]、マイクル・マイクソン[13] - 高田将司
- デカグリーン[12] - 竹内康博
- デカイエロー[1][12] - 橋本恵子
- デカピンク[11] - 小島美穂
- デカブレイク[14] - 浅井宏輔
- ネオデカレッド[15] - 蔦宗正人
- ネオデカイエロー[15] - 内川仁朗
- デカレッド[16]、ネオデカレッド[11] - 渡辺淳
- 蜂須賀祐一
- デカピンク[12] - 神尾直子
- ネオデカレッド[12] - 大藤直樹
- デカブレイク[16] - 岡田和也
- デカブルー[17] - 寺本翔悟
- デカグリーン[11] - 北村海
- エージェント・アブレラ[18] - 藤田慧
- カイド・レイドリッヒ[19] - 岩上弘数
- ドギー・クルーガー[20]、デカレンジャーロボ[18] - 日下秀昭
- イーガロイド[11] - 大林勝
- 喜多川2tom
- 村岡弘之
- 田中宏幸
- 神前元
- 大岩剣也
- 井口尚哉
- 伊藤茂騎
- 松本拓巳
- 榮男樹
- 御前伸幸
- 田中慶
- 寒川祥吾
- 今井結香子
- 隈本秋生
- 白井雅士
- 下川真矢
- 安永晃
- 小豆畑祐二
- 山口仁美
- 高嵜百花
- 草野伸介
- 関谷健利
- 藍田将太
- 松本直也
- 上平田結花

## スタッフ
脚本はテレビシリーズメインライターの荒川稔久、監督はテレビシリーズ最終話も担当した竹本昇が務めた。竹本は『手裏剣戦隊ニンニンジャー』に参加していたがスケジュール調整を行い、『ニンニンジャー』忍びの7・8の撮影後に本作品へ合流した。
- 原作 - 八手三郎
- エグゼグティブプロデューサー - 加藤和夫（東映ビデオ）
- プロデューサー - 中野剛（東映ビデオ）、塚田英明・土田真通（東映）、矢田晃一（東映エージエンシー）
- 脚本 - 荒川稔久
- 音楽 - 亀山耕一郎
- 撮影 - 岩崎智之
- 照明 - 堀直之
- 美術 - 大谷和正
- 編集 - 柳澤和子
- 録音 - 和久井良治
- スプリクター - 髙山秀子
- 助監督 - 須上和泰、谷本健晋、松井貴
- 制作担当 - 喜多智彦
- ラインプロデューサー - 佐々木幸司
- 制作 - 東映、東映チャンネル、東映エージエンシー、東映ビデオ
- アクション監督 - 清家利一（ジャパンアクションエンタープライズ）
- 監督 - 竹本昇

## 音楽
主題歌「ミッドナイト デカレンジャー 10 YEARS AFTER」
作詞：藤林聖子 / 作曲：高取ヒデアキ / 編曲：亀山耕一郎 / 歌：ささきいさお
テレビシリーズのエンディングテーマ「ミッドナイト デカレンジャー」のリメイク。

挿入歌「特捜戦隊デカレンジャー 10 YEARS AFTER」
作詞：吉元由美 / 作曲：宮﨑歩 / 編曲：京田誠一 / 歌：サイキックラバー
テレビシリーズのオープニングテーマ「特捜戦隊デカレンジャー」のリメイク。